# Paractinolaimus striatus
Paractinolaimus striatus är en rundmaskart. Paractinolaimus striatus ingår i släktet Paractinolaimus och familjen Dorylaimidae. Inga underarter finns listade i Catalogue of Life.